# Ennearthron cornutus
Ennearthron cornutus är en skalbaggsart som först beskrevs av Leonard Gyllenhaal 1827.  Ennearthron cornutus ingår i släktet Ennearthron och familjen trädsvampborrare. Inga underarter finns listade i Catalogue of Life.